# Bulbostylis vanderystii
Bulbostylis vanderystii är en halvgräsart som beskrevs av Henri Chermezon. Bulbostylis vanderystii ingår i släktet Bulbostylis och familjen halvgräs.
Artens utbredningsområde är Kongo-Kinshasa. Inga underarter finns listade i Catalogue of Life.